# David Nakhid
David Nakhid (* 15. Mai 1964 in Port of Spain) ist ein Politiker aus Trinidad und Tobago und ehemaliger Profifußballspieler.

## Karriere

### Verein
Nakhids Fußballkarriere begann in den Vereinigten Staaten, wo er von 1985 bis 1987 in der Jugendmannschaft der American Eagles, einem Team einer amerikanischen Universität, spielte. Im Januar 1988 wechselte er zu den Baltimore Blast, wo er als Mittelfeldspieler in 14 Spielen zwei Tore erzielte und sich dabei Aufmerksamkeit verschaffte. 1990 zog es Nakhid erstmals nach Europa zum KSV Waregem in Belgien. In der Jupiler Pro League stand er in den zwei Saisons 42 Partien auf den Platz und schoss vier Tore. Später spielte er von 1992 bis 1994 für den Grasshopper Club Zürich in der Schweiz und 1994 für PAOK Thessaloniki in Griechenland, wo er jedoch nie zum Einsatz kam. Danach folgten Stationen bei Al-Ansar FC im Libanon, Joe Public FC in Trinidad und Tobago, New England Revolution in den USA, Malmö FF in Schweden und vier weitere Stationen, bevor er seine Karriere 2005 bei Morvant Caledonia United in Trinidad und Tobago beendete. Von 2002 bis 2005 war Nakhid auch Spielertrainer bei Al-Mabarrah und setzte diese Rolle bei Morvant Caledonia fort. Im Jahr 2011 begann er seine Trainerkarriere bei Racing Beirut.

### Nationalmannschaft
David Nakhid spielte zwischen 1992 und 2005 auch für die Fußballnationalmannschaft von Trinidad und Tobago und erzielte in 35 Länderspielen acht Tore. Er nahm an drei Ausgaben des CONCACAF Gold Cups (1996, 1998 und 2000) teil. Von 2004 bis 2006 war er Co-Trainer seiner Fußballnationalmannschaft unter Leo Beenhakker und war hauptsächlich für die Analyse der gegnerischen Spieler und Umsetzung von Taktiken zuständig. Bei der erstmaligen Teilnahme seines Landes an der Fußball-Weltmeisterschaft 2006 in Deutschland war David Nakhid jedoch nicht mehr dabei.
Außerdem bestritt er ein inoffizielles Länderspiel für den Libanon. Als Teil einer Auswahlmannschaft aus Spielern von Al-Ansar und dem Nejmeh Club kam er am 26. März 1995 zu einem Einsatz gegen die Ägyptische Fußballnationalmannschaft.

## Politische Karriere
Nach dem Ende seiner Fußballkarriere trat der ehemalige Profifußballer in die Politik ein und wurde Mitglied der Partei United National Congress. Er hat einen Sitz im Parlament von Trinidad und Tobago inne. Im Jahr 2015 versuchte Nakhid sich erfolglos für das Amt des FIFA-Präsidenten zu bewerben.

## Persönliche Karriere
Während seiner Zeit im Libanon gründete Nakhid 2004 die David Nakhid International Football School. Unter dem Namen David Nakhid International Football Academy ist er seit 2023 auch im Ligabetrieb des Libanons aktiv.